# Puellina caesia
Puellina caesia är en mossdjursart som beskrevs av Dick, Grischenko och Shunsuke F. Mawatari 2005. Puellina caesia ingår i släktet Puellina och familjen Cribrilinidae. Inga underarter finns listade i Catalogue of Life.